# Kraków Główny KGA
Kraków Główny KGA, do 2020 roku Kraków Towarowy – okręg nastawczy stacji Kraków Główny pełniący funkcję stacji towarowej, w Krakowie, w województwie małopolskim, w Polsce. Znajduje się na północny zachód od pasażerskiej stacji Kraków Główny. Jako osobna stacja powstał w 1913 r. W XXI w. służy przede wszystkim jako stacja postojowa do obsługi składów pasażerskich.
Interesującą kwestią jest nazewnictwo stacji. Nazwa Kraków Główny KGA jest nazwą oficjalną, występującą w służbowych rozkładach jazdy oraz oficjalnych dokumentach. Równolegle z nią funkcjonują nazwy zwyczajowe: Kraków Towarowy, Kraków Główny Towarowy oraz Kraków Główny Zachód. Stacja składa się z dwóch zestawów torów bocznych, rozdzielonych torami linii 118 oraz 133. Południowa część obsługuje wagony pasażerskie, a północna służy do postoju EZT.
Do 2007 roku istniało połączenie między stacją a krakowską siecią tramwajową, wykorzystywane do dostaw taboru tramwajowego. Po remoncie linii tramwajowej w kierunku pętli na osiedlu Krowodrza Górka, a także przebudowie pętli Dworzec Towarowy, nieużywany od dłuższego czasu tor został odcięty i niszczeje.

## Galeria

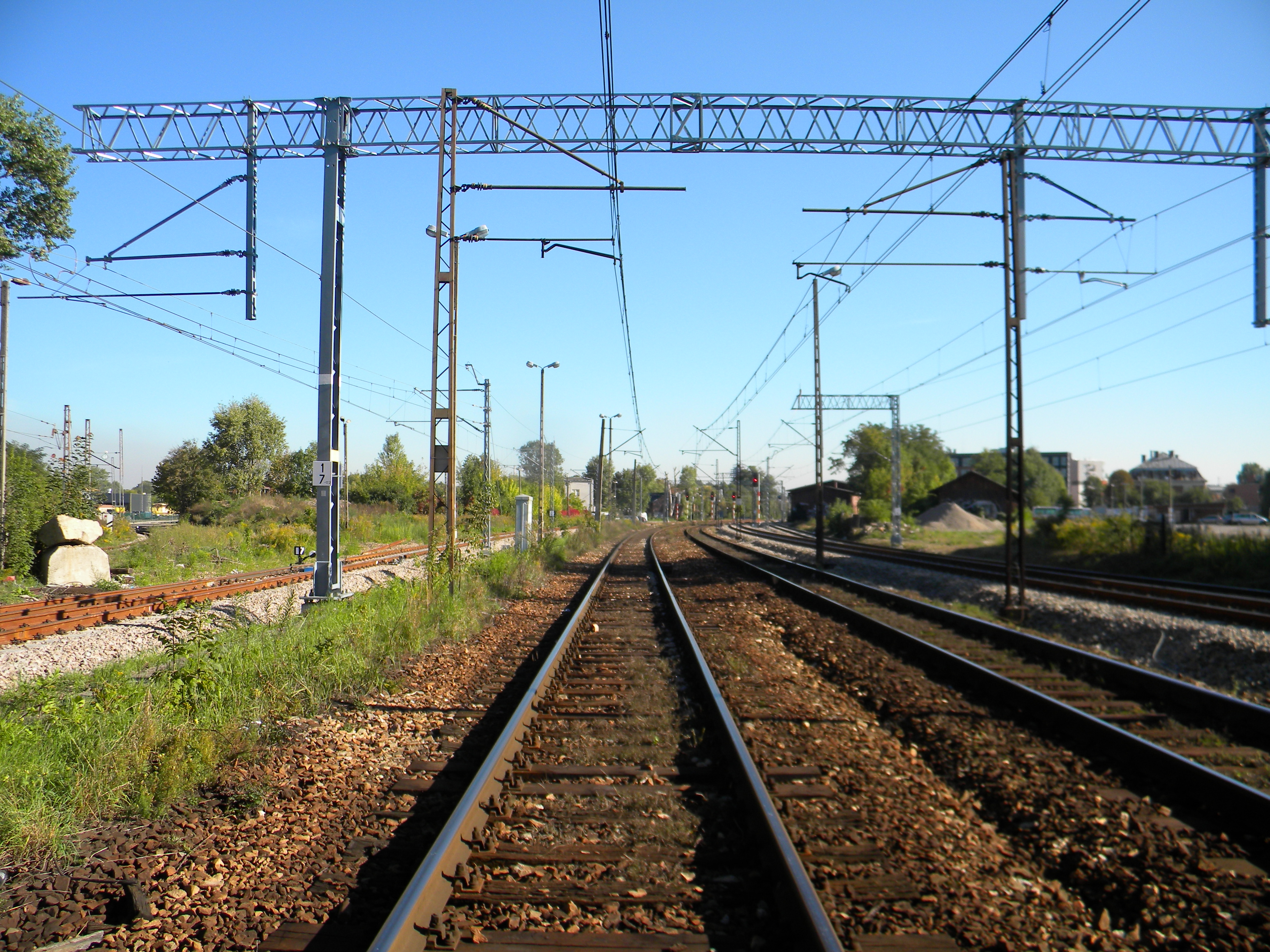
Widok w kierunku dworca Kraków Główny
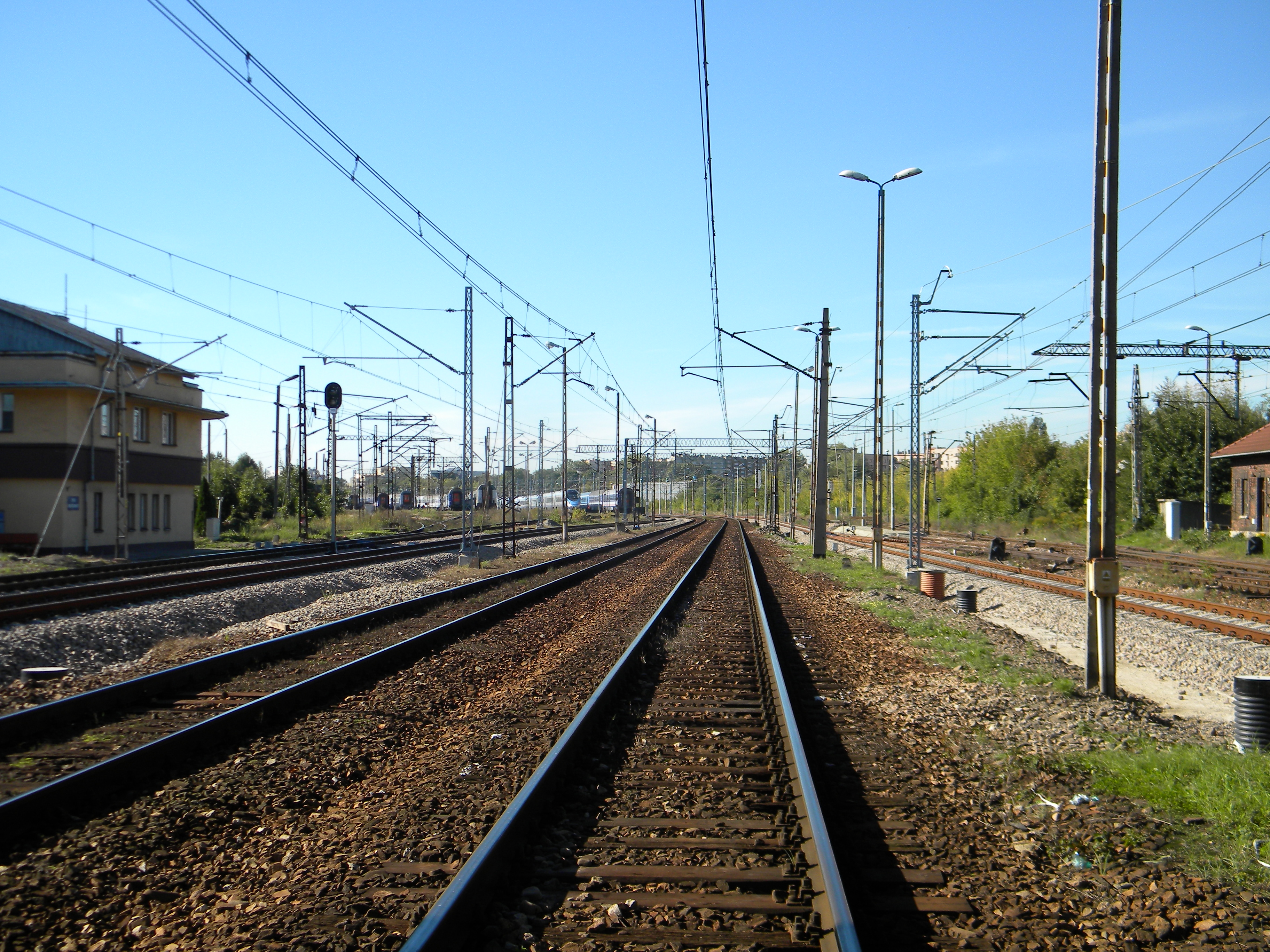
Widok w kierunku stacji Kraków Łobzów
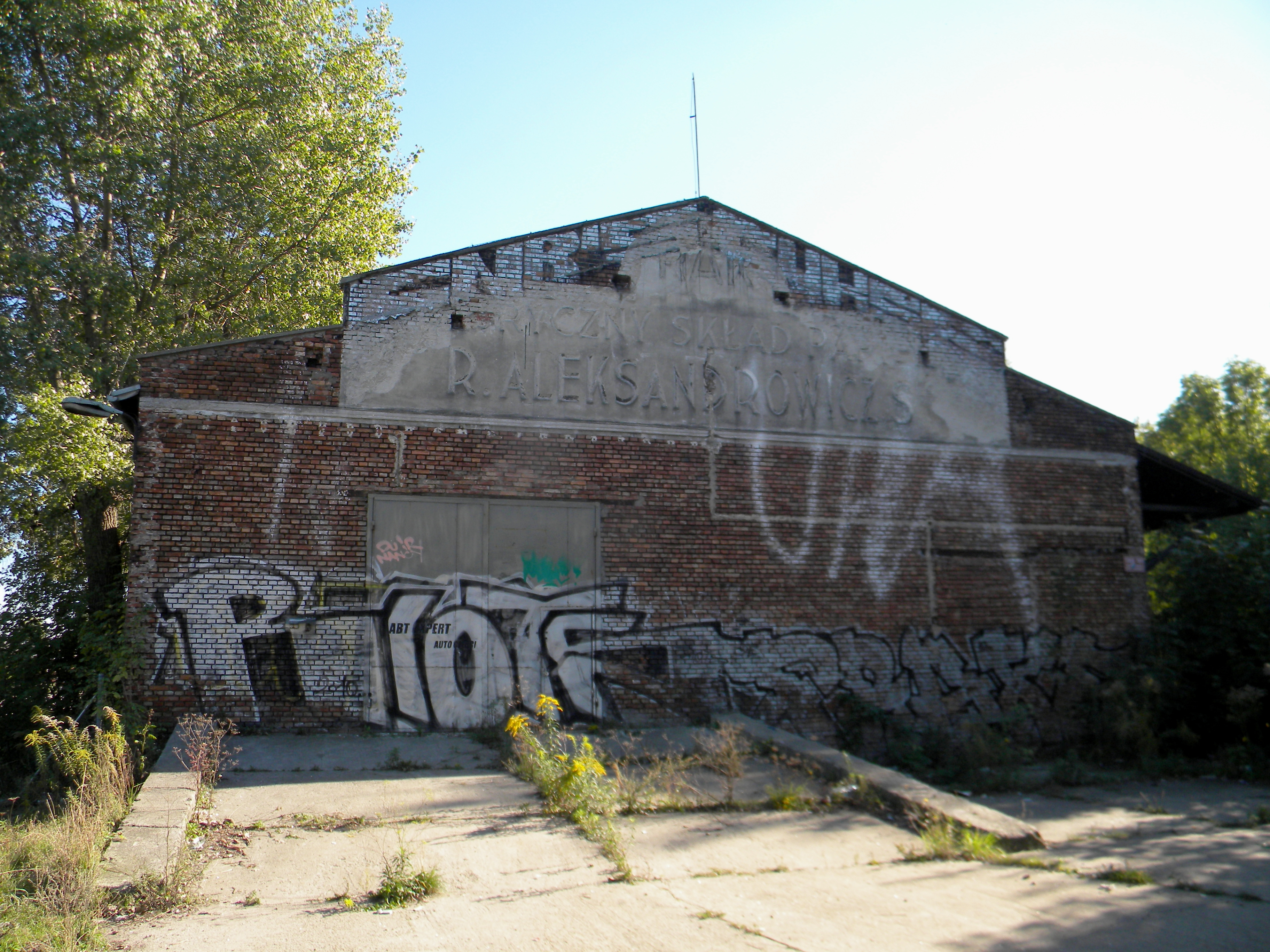
Jeden z dawnych magazynów oraz ramp przeładunkowych
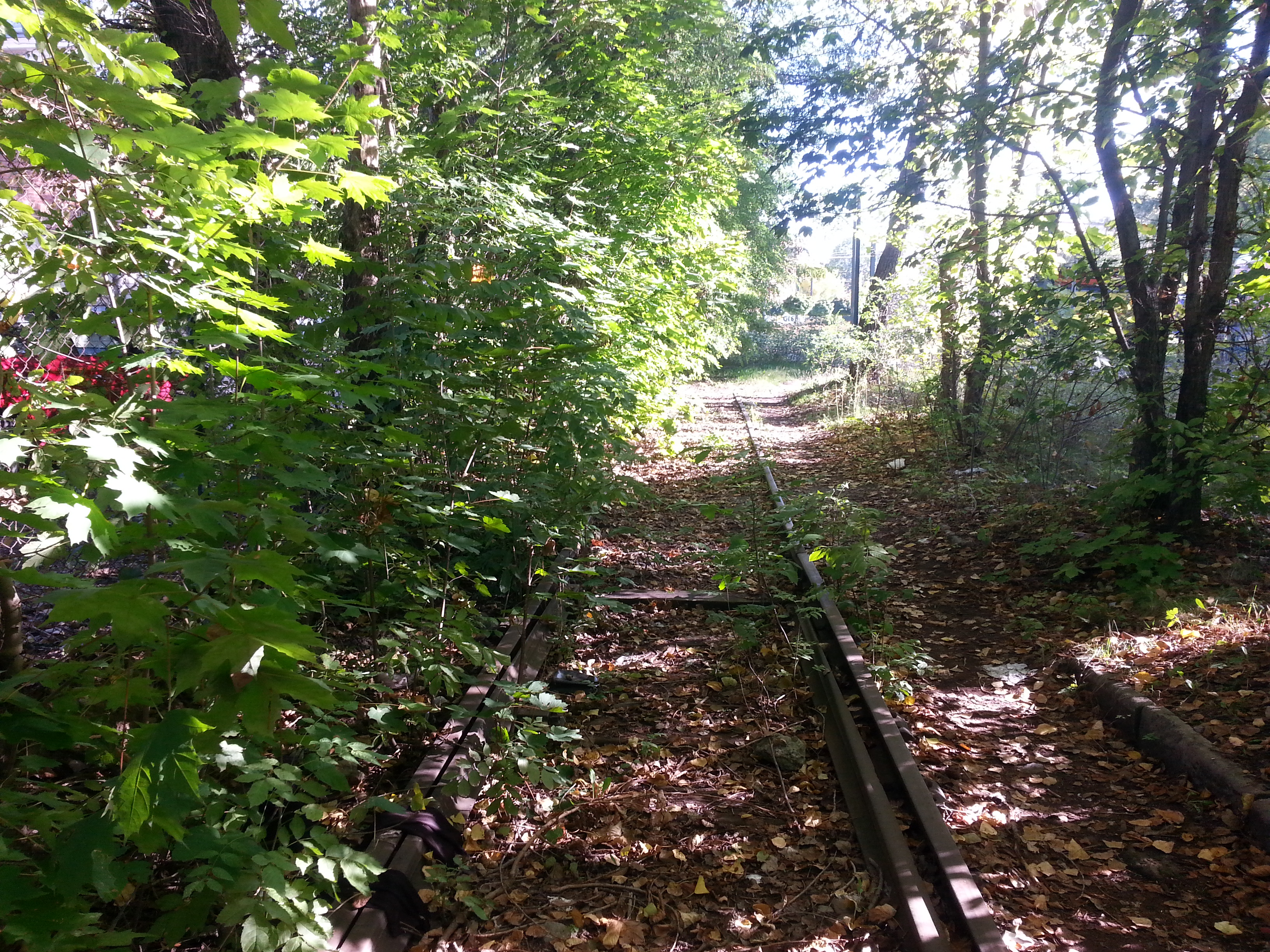
Odcięty tor łączący dworzec z siecią tramwajową
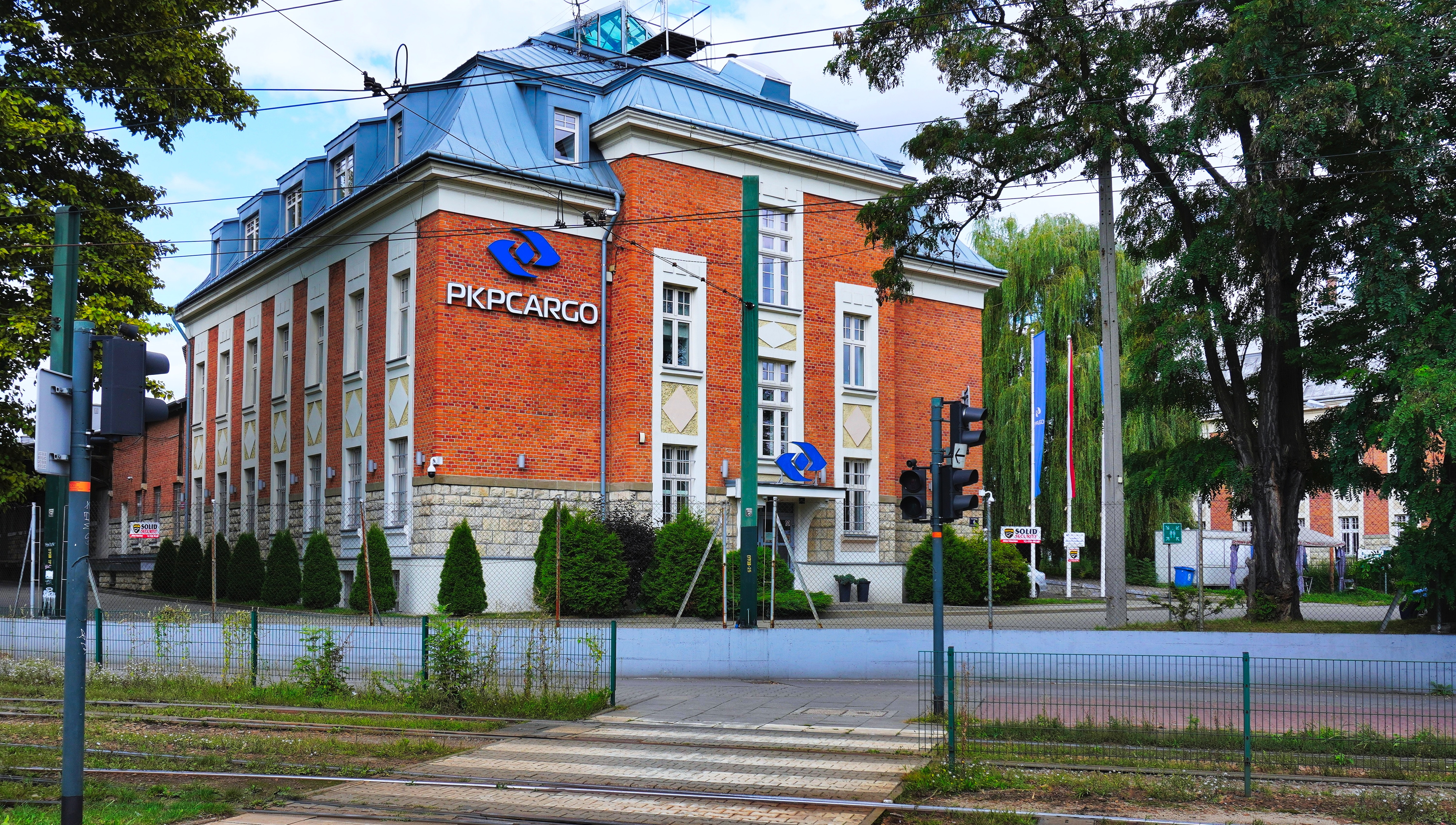
Budynki administracyjne Dworca Towarowego, obecnie siedziba oddziału spółki PKP Cargo